# Louise Myriel
Marie Louise Amélie Touchard dite Louise Myriel, née le 8 novembre 1873 à Limoges et morte le 14 mars 1943 à Paris, est une chanteuse « légère » française d'opéras et d'opérettes.

## Biographie
Née le 8 novembre 1873 à Limoges, elle fait ses études au conservatoire de Bordeaux où elle obtient trois premiers prix (chant, opéra-comique et solfège), puis vient pour se perfectionner au conservatoire de Paris où elle suit les cours d'Eugène Crosti et Léon Achard. Elle fait ses débuts en 1898 à Bruxelles, au théâtre des Galeries, dans le rôle de Lilia des Amours du Diable. Louis Debruyère, directeur du théâtre de la Gaité, la choisit pour chanter le rôle de Marie dans Les Mousquetaires au Couvent.
Le 4 juillet 1903, Louise Myriel épouse à Paris le chef d'orchestre et compositeur de musique François Perpignan.
Elle fait partie de la troupe du Grand-Théâtre de Reims pour la saison 1904-1905 et 1905-1906, de la troupe du casino des fleurs de Vichy en 1913.
Louise Myriel meurt à Paris le 14 mars 1943 à l'âge de 69 ans.

## Représentations
- 1899 : Les Mousquetaires au Couvent, de Louis Varney, livret de Jules Prével et Paul Ferrier, reprise à la Gaîté-Lyrique, Marie de Pontcourlay[7],[8],[9].
- 1900 : Rip, opérette de Robert Planquette, Nelly[10].
- 1901 : Capitaine Thérèse, opéra-comique d'Alexandre Bisson, musique de Robert Planquette, création à la Gaîté-Lyrique, Marceline[11],[12],[13].
- 1901 : L'Auberge du Tohu-Bohu, vaudeville-opérette, paroles de Maurice Ordonneau, musique de Victor Roger, à la Gaîté-Lyrique, Cécile Drèmer[14],[15].
- 1901 : Les Cloches de Corneville, opéra-comique de Robert Planquette, livret de Clairville et Charles Gabet, à la Gaîté-Lyrique, Germaine[16],[17],[18].
- 1903 : La Revue des Folies-Bergère[19].
- 1903 : Hérodiade, de Jules Massenet, livret de Paul Milliet et d'Henri Grémont au Grand-Théâtre de Reims, Salomé[20].
- 1905 : Fedora, opéra d'Umberto Giordano, au Grand-Théâtre de Reims, Fedora[21].